# دلخوری

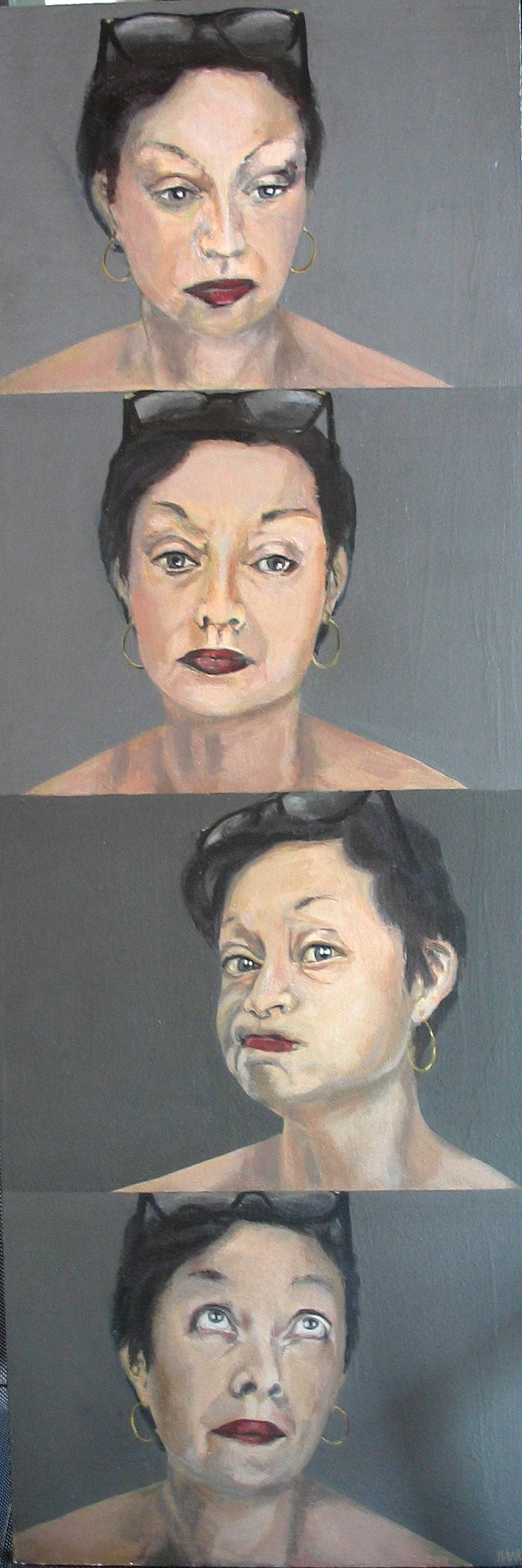

دلخوری (به انگلیسی: Annoyance) وضعیت روحی و خلقی ناخوشایندی است که به‌دلیل تحریک‌پذیری و حواس‌پرتی به‌واسطهٔ یک اندیشه در فرد پدید می‌آید. این پدیده می‌تواند احساساتی مانند سرخوردگی و عصبانیت را در فرد تحریک نماید. بر اساس مطالعهٔ منتشر شده‌ای در نشریه بین‌المللی مدیریت تعارض، مشخص شده که واکنش یک شخص به دلخوری، دست‌کم آن هنگام که عاملش شخص دیگری باشد، چنانچه حل‌وفصل نشود، می‌تواند فرد دلخور را به درجات لاینحل و تشدیدکننده افراطی سوق دهد. جدل‌های هدفمند بر پایهٔ روان‌پریشی (جنگ روانی) می‌تواند سبب ایجاد دلخوری با قصد انحراف موضوع و از میان برداشتن سطح مقاومت در فرد هدف شود. به‌عنوان مثال در سال ۱۹۹۳ در ویکو، تگزاس اداره تحقیقات فدرال ایالات متحده (اف‌بی‌آی) در ماجرای واقعه ویکو در خارج از کلیسای فرقه داودیه با کمک بلندگوهایی اقدام به پخش ترانه‌هایی نمود که به‌طور خاص برای تحریک و ایجاد دلخوری افراد این فرقه تنظیم شده بودند تا دیوید کورش و پیروان فرقه او را مجاب به تسلیم‌شدن نمایند.